# Emily Thornberry

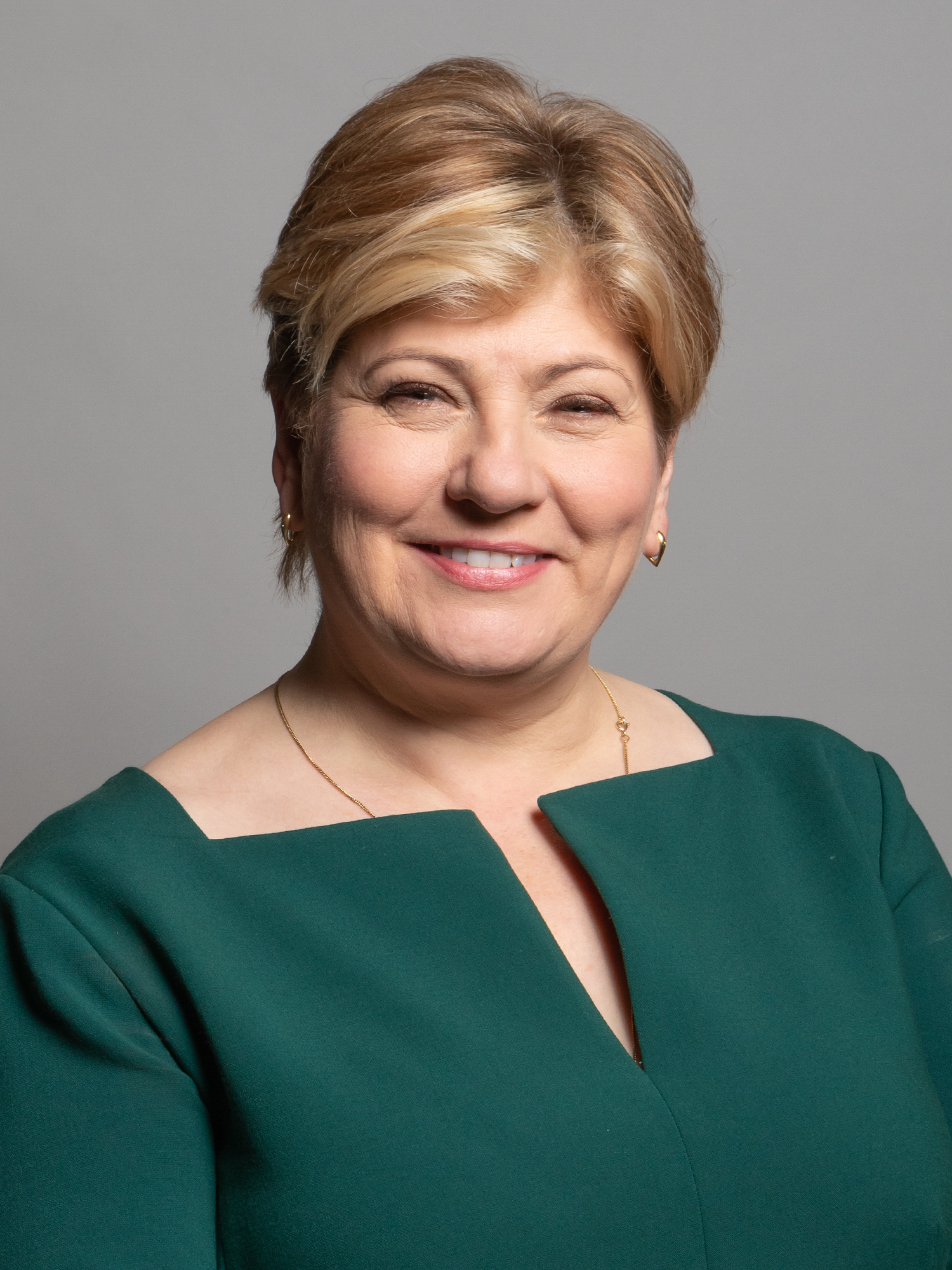
Emily Thornberry (2020)

Dame Emily Anne Thornberry DBE PC (* 27. Juli 1960 in Guildford) ist eine britische Anwältin und Politikerin. Sie ist Mitglied der Labour Party.

## Kindheit und Ausbildung
Ihr Vater war Cedric Thornberry, ein Anwalt für Völkerrecht, Professor an der London School of Economics und später Assistant Secretary-General bei den Vereinten Nationen. Ihre Eltern trennten sich früh, so dass ihre Mutter sie und ihre zwei Brüder allein erziehen musste. Ihre schulischen Leistungen reichten nicht für den Zugang zu einer Grammar School. Über Abendkurse erreichte sie später dennoch ihre A-Levels und konnte danach Rechtswissenschaften an der University of Kent in Canterbury studieren. Nach ihrer Zulassung als Anwältin spezialisierte sie sich auf Menschenrecht.

## Politik
Thornberry wurde bereits im Alter von 17 Jahren Mitglied der Labour Party und trat der Transport and General Workers Union bei. Sie vertritt seit 2005 den Londoner Wahlkreis Islington South and Finsbury, welchen sie trotz des schlechten Abschneidens ihrer Partei bei der Britischen Unterhauswahl 2019 verteidigen konnte. Emily Thornberry ist dem gewerkschaftsnahen moderaten Flügel zuzuordnen und gehört seit geraumer Zeit zu den führenden Politikern ihrer Partei im Unterhaus (Frontbencher).
Mitgliedschaften in Schattenkabinetten der oppositionellen Labour Party:	
- 2011–2014: Shadow Attorney General (unter Ed Miliband)[7]
- 2015–2016: Shadow Minister of State for Employment (unter Jeremy Corbyn)[8]
- 2016: Shadow Secretary of State for Foreign and Commonwealth Affairs[7]
- 2016: Shadow First Secretary of State

Am 20. November 2014 sah sie sich gezwungen, von ihrem Posten im Schattenkabinett zurückzutreten. Ursache dafür war ein spöttisches Foto, das sie auf Twitter veröffentlichte. Darauf war ein weißer Lieferwagen vor einem mit Georgskreuzen geschmückten Reihenhaus abgebildet. Im englischen Sprachgebrauch stellt der Ausdruck white van man klischeehaft einen gering qualifizierten Selbstständigen mit bornierten Ansichten und rüpelhafter Fahrweise dar. Daher wurde dies in der Öffentlichkeit als herablassend und arrogant aufgefasst. Beim EU-Referendum 2016 vertrat sie eine pro-europäische Position. Im Gegensatz zu Jeremy Corbyn setzte sie sich klar für ein weiteres Referendum ein.

## Persönliches
Emily Thornberry ist mit Sir Christopher Nugee verheiratet, einem Richter am High Court of Justice. Sie haben zusammen 3 Kinder und wohnen in Barnsbury, London.